# 卡彭古里亞
卡彭古里亞是東非國家肯雅的城鎮，位於基塔萊東北，毗鄰塞瓦沼澤國家公園，鎮上曾監禁該國第一位總統喬莫·肯雅塔的監獄改建為博物館，1999年人口約56,000。
1°14′N 35°07′E / 1.233°N 35.117°E